# 苦聪人
苦聰人是分布於中國和越南的少數民族，現被劃入拉祜族中，目前主要居住在中國云南中部的哀牢山一帶和越南。
越南54个民族之一的拉祜族实际是苦聪人，人口為6874（1999年普查）。
苦聰人是個貧困的民族，由於生活方式與世隔離，也被稱作隱形的人。苦聰人分為黑苦聰和黃苦聰，限於文獻，本文未註明處，即暫以黃苦聰人為主。

## 民族分布、人口與語言

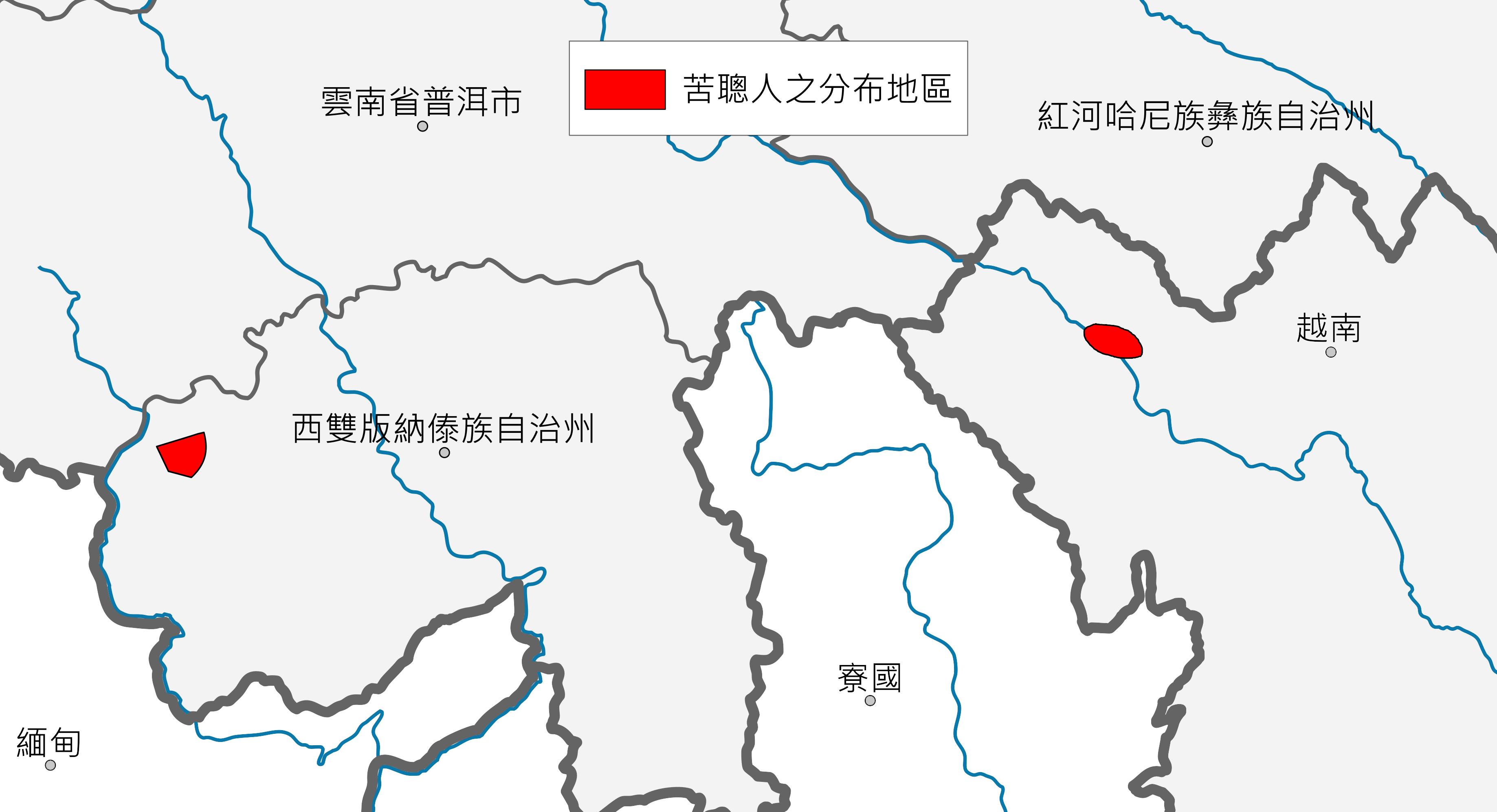
苦聰人分布圖

### 民族分布
苦聰人主要分布於中國雲南橫斷山脈的艾洛山，苦聰人居住的地方鄰近彝族，屬於金平縣的範圍之內，與越南邊境。

### 人口
在中國有43,000人，在全世界有50,800人

### 語言
黃苦聰人的溝通語言為拉祜語，他們並沒有自己的文字。

## 地理環境
苦聰人沿著湄公河，在中國的茂密森林中生活。

## 歷史沿革
在1950年以前，苦聰人一直維持着原始社会的生活方式。生活在山林里的苦聪人缺衣少食，甚至根本没有衣物，男人们就用火把芭蕉叶烤卷，然后围在腰间充当围腰。
1950年，民族工作者進入紅河尋找苦聰人。1953年，民族工作者找到600名苦聰人，後來，遇見了一名正在採野果的苦聰人，不過他逃跑了，並且所有的苦聰人都躲起來，從此之後再也找不到苦聰人了，在一次因緣際會下，民族工作者進入了瑤家村，認識了一名叫做登山妹的婦女，她宣稱自己的姊姊嫁給了一名苦聰男子，於是，她帶領民族工作者找到了苦聰人，這次之後，大部分的苦聰人被找到了。
1957年，金平縣成立了苦聰人訪問團，其訪問團進入了森林，訪問了2000名苦聰人。附近的其他民族也開始送種子、工具，並且協助他們蓋房子。後來他們被迫搬離原本居住的地方，定居在半山區，其中熱氣候讓他們不太適應，他們的生產方式從原始採集和狩獵變成種植稻米，但他們不適應在村落和農業的生活方式，而在這個地方居住他們也沒有耕牛協助他們。由於在政府的搬遷後不習慣在平原居住，一些村民遷回山區。

## 社會、家庭與婚姻

### 社會
其社會組織為父系社會，設有公社，是原始公社制度。
他們平均一到兩年遷移一次，在遷移前，他們會先卜卦，然後在遷移的目的地蓋好房子，在遷移的時候，家族長走在最前面，並且拿著火種和祖先牌，遷移後，他們就不可以再回到舊的居住地點。由於他們經常遷移，使得家族與家族之間不常聯繫，也無法形成部落，也沒有階級之分。

### 家庭
苦聰人的一家族有三代，平均為15人。一個家族中會有一位家族長，通常是最老的男人來擔任，家族長的工作有祭祀。
苦聰人的禮品主要是烤松鼠肉乾。

### 婚姻
傍晚時，年輕的小夥子會去鄰近的別的家族作客，而別的家族的女生會當主人款待他們，到了晚上，年輕的男女會自由選擇伴侶。男方求婚時會準備松鼠肉乾做為禮品，結婚後，丈夫會住妻子家數年。苦聰人的結婚制度為氏族外婚制。

## 產業與生活

### 生活方式
苦聰人以採集野果、打獵維生，他們也會刀耕火種、養豬隻、編織、種植玉米。他們沒有紡織的技術，平常用芭蕉葉裹著身體，包括剛出生的嬰兒也是。他們也沒有陶器。平常孩子也會參與勞動。

### 耕作方式
他們是採取火耕的方式，其火耕是春天時砍森林，在兩個月後燒光它，再進行種植的動作，首先用木棒或木鋤鬆地，再撒玉米種子。通常都用木質工具挖土，鐵製的工具都是和其他民族換來的。收成的玉米會平均分配。

### 食物
他們的主食是玉米，有時候會和一些蔬菜或肉一起煮。他們把煮飯的方式有時候是直接在火上烤，有時候是放進竹筒或芭蕉葉裏頭。他們不太會加水或鹽，不加鹽的原因是因為鹽對他們來說難以取得，是稀有的。他們會把熟食放在芭蕉葉上，用筷子吃。

### 住屋
苦聰人的家是用三根粗樹枝或竹子插在地上，以香蕉樹葉或竹葉編織成一張大片，蓋在樹枝上面所形成的，由於香蕉樹葉和竹葉容易腐敗，他們平均一至兩個月就要換一次屋頂。苦聰人的房子又小又窄，通常只有一公尺高。他們的房子只有一間房間，而火被擺在最中間，由狗、豬、雞和人們睡覺的地方圍繞著，因為沒有窗戶，所以那個唯一的房間通常都很暗。苦聰人睡覺時沒有毯子，他們用草或芭蕉葉蓋住自己。

### 以物易物
苦聰人某些東西是和其他民族交換的，例如哈尼族。他們和別的民族以物易物的方式是把他們要換出去的物品，例如漿果或動物毛皮，放在路上，然後躲在附近的草叢裡，當經過的人有需要和他們交換時，那些人就會把那些物品拿走，並且把他們想換出去的東西，通常是鹽、刀子或其他工具，放在原本的位置，然後離開。苦聰人確定沒有人在附近之後，才會從躲藏之處現身。這稱作無言的以物易物。

### 狩獵
當男孩四、五歲時，他的父母會給他一把弓，他會把那把弓一輩子帶在身上，死後也和他一起埋葬。獵人狩獵的工具通常是弩弓或毒箭，由於
他們的工具較簡單，在獵人們要獵體型較龐大的動物時，他們會集體出動，利用把樹幹砍倒的巨響嚇大型動物，再把牠團團圍住、獵殺。獵殺完之後，獵物的頭會分給打到獵物的獵人，其餘的部分平均分給其他人。在獵人獵到大型動物後，家族長會祭祀獵神。

### 採集
採集是苦聰人最主要的生產方式，佔一年的大部分時間，他們會集體去採集，而採集到的東西也是平均分配，據統計，他們能夠採集到100萬種植物，其中一些植物會被他們加工成麵粉，做成餅或釀成酒。

### 土地制度
他們認為土地是公有的，只要沒有人佔領的土地就可以自由開墾，然而若有人想要一塊已被佔領的土地，就要先取得佔領的人的同意，再用松鼠乾做為報酬。若一個家族有塊土地，那塊土地會被分給每個家庭。

### 崇拜火
苦聰人把火視為生命一樣重要，當颱風來襲時，他們會盡力保護，不讓火熄滅。一個家族中有人外出打獵或採果實時，也會留人在家中看火種。苦聰人生火的方式為利用兩片竹片摩擦生熱，進而產生火。

### 生老病死
苦聰人生病的時候會祈求鬼神。當人死後，他們會認為是房子不吉利，於是會把房子燒掉。他們會用兩片樹皮包裹著屍體，並且就地埋葬。

## 信仰與習俗

### 信仰
苦聰人信仰佛教佔55%、基督教2%。

### 節日
苦聰人唯一的節日是過年，通常在12月到隔年1月之間，這也是他們唯一可以休息的時間。在過年期間，他們會殺豬，準備酒，不同的家族也會一起飲酒作樂。

## 現況
苦聰人現今仍存在著薩滿信仰。居住的地方有一個交換市集叫做夢拉。
雖然族中的孩童開始進入學校念書，但是苦聰人平均接受教育的年數為3.8年，文盲率高達90%，青年人也已受到漢族的影響。另一方面，由於接受現代醫療技術，人口也有增加的趨勢。
2005年，人均純收入為187元，人均口糧170公斤，繼續住在小屋或竹屋有6600人。2008年， 54個苦聰村莊被重建，8個搬遷，2000多人入住新家園。 

## 外部連結
- Kucong （页面存档备份，存于） ethnic-china.com
- Kucong millionelephants.com